# Enrico Salza
Enrico Salza (Torino, 25 maggio 1937) è un imprenditore e banchiere italiano, ex presidente del gruppo bancario Intesa Sanpaolo dopo esserlo stato del Gruppo Sanpaolo IMI.

## Biografia
Di estrazione borghese, figlio di un direttore d'orchestra, Emilio, che muore a soli 42 anni poco dopo aver diretto alla Scala, si diploma geometra e trova il primo impiego nell'azienda di famiglia che appartiene al ramo materno, la Lavaggi, la più antica fabbrica di fiammiferi del mondo risalendo al 1854.
Laico, nessuna tessera di partito, vicino alle posizioni liberali, è impulsivo (Valerio Zanone lo definirà "generoso" che "non si risparmia a tavola come nei consigli di amministrazione") e nel 1966 fonda ed è il primo presidente dei giovani industriali di Torino, finendo per essere tra i promotori di quel documento, intitolato "Una politica per l'industria", che poi influenzerà quello che sarà chiamato il "documento Pirelli" con il compito di rendere più innovativo il compito della Confindustria.
Ricopre quindi le cariche di presidente delle Camere di commercio di Torino e dell'Unioncamere Piemonte, vice presidente nazionale delle Camere di commercio, vice presidente dell'Unione industriale di Torino. Assumendo sempre più spesso un ruolo influente nei giochi del potere, da quelle di sindaco (Zanone, Castellani) a quelle del presidente della Confindustria, contribuendo alla elezione di Vittorio Merloni. Vice presidente e amministratore delegato de "Il Sole 24 Ore" dal 1971 al 1989 e amministratore delegato della Cerved S.p.A. fino al 2002, è stato anche tra i promotori del raddoppio del Politecnico di Torino ricevendo  nel 1993 la laurea honoris causa in ingegneria gestionale.
Ricopre la carica di presidente del Consiglio di gestione del gruppo bancario Intesa Sanpaolo, in seguito alla sua nomina da parte del Consiglio di sorveglianza della nuova banca il 2 gennaio 2007.
In precedenza, come presidente del Gruppo Sanpaolo IMI, è stato uno dei principali artefici della fusione tra la banca di Piazza San Carlo e Banca Intesa e ha firmato il 28 dicembre 2006, insieme al presidente di Banca Intesa Giovanni Bazoli, l'atto di fusione delle due banche.
È stato vice presidente della multinazionale Swedish Match, dell'U.B.S. (Unione Banche Svizzere) Italia e della Nomisma S.p.A. - Soc. di Studi Economici.
Attualmente è presidente della Tecno Holding SpA., di Italconsult S.p.A. e di Tinexta S.p.A (già Tecno Investimenti S.r.l) .
È presidente onorario ASP (Associazione per lo Sviluppo Scientifico e Tecnologico del Piemonte) e membro del consiglio direttivo dell'ICC (International Chamber of Commerce).

## Dibattito sulla fusione Sanpaolo IMI - Banca Intesa
Nella veste di presidente del Gruppo Sanpaolo IMI, Enrico Salza è stato il principale fautore all'interno della banca torinese della fusione con l'istituto milanese. Dopo la fusione è nato tuttavia il dibattito, specialmente in ambito piemontese, sui dubbi benefici che il precedente Gruppo Sanpaolo IMI avrebbe tratto dalla fusione.

## Vita privata
Sposato con Novella, ha tre figlie: Elisabetta, Enrica, Emanuela.